# Ачельо
Ачѐльо (на италиански: Acceglio; на пиемонтски: Assej, Асей, на окситански: Acelh, Ачел) е село и община в Северна Италия, провинция Кунео, регион Пиемонт. Разположено е на 1220 m надморска височина. Населението на общината е 161 души (към 2010 г.).